# 3245 Jensch
3245 Jensch este un asteroid din centura principală, descoperit pe 27 octombrie 1973, de Freimut Börngen și K. Kirsch.